# Очея
Очея (устар. Очия) — река в России, протекает по Ленскому району Архангельской области.
Река образуется слиянием рек Тора и Кевдом (урез воды 109,8 м). Устье реки находится в 60 км по правому берегу реки Яренга, в посёлке Усть-Очея (Мирный); других населённых пунктов по берегам реки нет. Длина реки составляет 50 км. Крупнейший приток — Большой Восим.

## Данные водного реестра
По данным государственного водного реестра России относится к Двинско-Печорскому бассейновому округу, водохозяйственный участок реки — Вычегда от города Сыктывкар и до устья, речной подбассейн реки — Вычегда. Речной бассейн реки — Северная Двина.
Код объекта в государственном водном реестре — 03020200212103000023467.